# Ciutadella-Vila Olímpica (Metro Barcelona)
Ciutadella | Vila Olímpica ist eine unterirdische Station der Metro Barcelona. Sie befindet sich im Stadtteil Sant Martí. Die Station wird von der Metrolinie L4 bedient. Es besteht Umsteigemöglichkeit zu fünf Buslinien sowie der Straßenbahnlinie T4 der Trambesòs an der oberirdischen Haltestelle. Benannt ist sie nach dem Parc de la Ciutadella und dem ehemaligen olympischen Dorf (Vila Olímpica).

## Geschichte
Die Station wurde mit dem Namen Ribera am 7. Oktober 1977 im Zuge der Eröffnung der östlichen Verlängerung der Linie 4 in Betrieb genommen. Diese wurde damals von der Station Barceloneta bis nach Selva de Mar verlängert. Der Arbeitstitel war Zoo. 1982 wurde die Station in Ciutadella umbenannt.
Der U-Bahnhof war ab dem 29. Juli 1991 für Umbauarbeiten im Vorfeld der Olympischen Sommerspiele geschlossen. Der Zugang wurde verlegt, die Dekorationen erneut und eine Betondecke eingezogen, auf der sich Stumpfgleise des nahegelegenen Bahnhofs Barcelona-França befinden. Am 10. April 1992 wurde die Station mit dem Namen Ciutadella | Vila Olímpica wiedereröffnet, die offizielle Umbenennung fand zwei Wochen später am Georgstag, dem 23. April 1992 statt.